# Piotr Kulpeksza
Piotr Kulpeksza (ur. 15 sierpnia 1976 w Wyrzysku) – polski trener koszykówki, obecnie trener KS Basket 25 Sp. z o.o. Bydgoszcz.
We wrześniu 2016 został trenerem saudyjskiego zespołu Al-Hilar Riad.
W 2020 został głównym trenerem KS Basket 25 Bydgoszcz. Asystentem w zespole jest jego młodszy brat Paweł.

## Osiągnięcia trenerskie

### Koszykówka kobiet
Seniorska
(¹ – jako asystent trenera)
- Wicemistrzostwo Polski (2018, 2020)¹
- Brąz mistrzostw Polski (2021)[a]
- Puchar Polski (2018)¹

Grupy młodzieżowe
- Uczestnik mistrzostw Europy¹:
  - U–20 (2018 – 8. miejsce)
  - U–16 dywizji B (2012 – 5. miejsce)
- Mistrzostwo[1]:
  - Polski juniorek (2011)
  - Ogólnopolskiej Olimpiady Młodzieży (OOM – 2007)